# Krąg nadlotniskowy

Uproszczony schemat lewego kręgu nadlotniskowego

Krąg nadlotniskowy (ang. Airfield traffic pattern albo Aerodrome traffic circuit) – oznacza określoną trasę, na której statek powietrzny wykonuje lot w sąsiedztwie lotniska.
Wykorzystywany jest głównie na lotniskach lotnictwa ogólnego i w lotach z widocznością choć jego odpowiednikiem na dużych lotniskach jest krąg oczekiwania (ang. holding pattern) w procedurze przerwanego lądowania i przejścia na drugie okrążenie (ang. go-around).
Głównym zadaniem kręgu nadlotniskowego jest uporządkowanie ruchu nad lotniskiem, a jego poszczególne elementy mają swoje określone nazwy stosowane w komunikacji radiowej co ułatwia orientacje wszystkim samolotom znajdującym się nad lotniskiem. Wysokość lotu po kręgu (na pozycji z wiatrem) wynosi zwykle 300 m (1000 stóp) nad terenem.